# Tifni
Tifni  (in arabo تفني‎?) è un centro abitato e comune rurale del Marocco situato nella provincia di Azilal, regione di Béni Mellal-Khénifra. Conta una popolazione di 11 760 abitanti (censimento 2014).